# Walter Berger (Geologe)
Walter Berger (* 29. April 1919 in Wien; † 19. Juli 1976 ebenda) war ein österreichischer Geologe und Paläontologe.
Berger wurde 1949 an der Universität Wien zum Dr. phil. promoviert und arbeitete ab 1949 als Ölgeologe. Als Paläontologe erforschte er fossile Pflanzen und Floren sowie Tertiär-Mollusken. Er beschäftigte sich nebenberuflich auch mit Volkskunde, unter anderem mit der Untersuchung von Bildstöcken und Flurkreuzen.
Berger wurde am Südwestfriedhof (Gruppe 45, Reihe 8, Nummer 7) in Wien bestattet.

## Veröffentlichungen
- Lebensspuren schmarotzender Insekten an jungtertiären Laubblättern. Sitzungsberichte der Akademie der Wissenschaften mathematisch-naturwissenschaftliche Klasse 158, S. 789–792, 1949 (zobodat.at [PDF; 831 kB]).
- Die Pflanzenreste aus den unterpliozänen Congerienschichten von Brunn-Vösendorf bei Wien. Sitzungsberichte der Akademie der Wissenschaften mathematisch-naturwissenschaftliche Klasse 159, S. 87–99, 1950 (zobodat.at [PDF; 681 kB]).
- Ein paläobotanischer Beitrag zur Deutung des Pannons im Wiener Becken. Sitzungsberichte der Akademie der Wissenschaften mathematisch-naturwissenschaftliche Klasse 159, S. 65–74, 1950 (zobodat.at [PDF; 595 kB]).
- Pflanzenreste aus dem Wienerwaldflysch. Sitzungsberichte der Akademie der Wissenschaften mathematisch-naturwissenschaftliche Klasse 159, S. 11–24, 1950 (zobodat.at [PDF; 1,5 MB]).
- Die Pflanzenreste aus den unterpliozänen Congerienschichten des Laaerberges in Wien (Vorläufiger Bericht). Sitzungsberichte der Akademie der Wissenschaften mathematisch-naturwissenschaftliche Klasse 160, S. 335–347, 1951 (zobodat.at [PDF; 764 kB]).
- Pflanzenreste aus dem tortonischen Tegel von Theben-Neudorf bei Preßburg. Sitzungsberichte der Akademie der Wissenschaften mathematisch-naturwissenschaftliche Klasse 160, S. 273–278, 1951 (zobodat.at [PDF; 459 kB]).
- Die Pflanzenreste aus den obermiozänen Ablagerungen der Türkenschanze in Wien (Vorläufiger Bericht). Sitzungsberichte der Akademie der Wissenschaften mathematisch-naturwissenschaftliche Klasse 161, S. 499–507, 1952, (zobodat.at [PDF; 537 kB]).
- Die altpliozäne Flora der Congerien-Schichten von Brunn-Vösendorf bei Wien. Palaeontographica, Abt. B. 92, S. 79–127, Stuttgart 1952
- Pflanzenreste aus dem miozänen Ton von Weingraben bei Draßmarkt (Mittelburgenland). Sitzungsberichte der Akademie der Wissenschaften mathematisch-naturwissenschaftliche Klasse 161, S. 93–101, 1952 (zobodat.at [PDF; 880 kB]).
- Pflanzenreste aus den obermiozänen Ablagerungen von Wien-Hernals. Annalen des Naturhistorischen Museums in Wien 59, S. 141–154, 1953 (zobodat.at [PDF; 1,3 MB]).
- mit Adolf Papp, Erich Thenius, Emil Weinfurter: Vösendorf – ein Lebensbild aus dem Pannon des Wiener Beckens. Austrian Journal of Earth Sciences 46 Sonderband, S. 1–109, 1953 (zobodat.at [PDF; 4,8 MB]).
- Die obermiozäne (sarmatische) Flora von Gabbro (Monti Livornesi) in der Toskana. Sitzungsberichte der Akademie der Wissenschaften mathematisch-naturwissenschaftliche Klasse 162, S. 333–344, 1953 (zobodat.at [PDF; 586 kB]).
- Pflanzenreste aus dem miozänen Ton von Weingraben bei Draßmarkt (Mittelburgenland) II. Sitzungsberichte der Akademie der Wissenschaften mathematisch-naturwissenschaftliche Klasse 162, S. 17–24, 1953 (zobodat.at [PDF; 939 kB]).
- Jungtertiäre Pflanzenreste aus dem unteren Lavanttal in Ostkärnten. Neues Jahrb. Geol. u. Paläontol. Abh., 100, Stuttgart 1955, S. 402–430.
- Pflanzenreste aus dem Mittelmiozän (Helvet) des Teiritzberges bei Stetten in Niederösterreich. Annalen des Naturhistorischen Museums in Wien 61, S. 90–95, 1957 (zobodat.at [PDF; 728 kB]).
- Eine neue fossile Wassernuss aus den untermiozänen Braunkohleablagerungen von Langan bei Geras in Niederösterreich. In: Phyton (Horn). Band 7, Nr. 1–3, 1957, S. 152–158 (zobodat.at [PDF; 1,8 MB; abgerufen am 20. April 2023]).
- Die obermiozäne (sarmatische) Flora von Liescha bei Prävali und die vegetationsgeschichtliche Stellung von Büttneria aequalifolia. Carinthia II 149_69, S. 36–41, 1959 (zobodat.at [PDF; 640 kB]).
- Die Pflanzenreste im Flysch. Austrian Journal of Earth Sciences 58, S. 233–239, 1965 (zobodat.at [PDF; 634 kB]).
- Ein Marattiaceen-Stammrest aus dem Oberkreideflysch von Wien-Rosental. Austrian Journal of Earth Sciences 59, S. 151–155, 1966 (zobodat.at [PDF; 737 kB]).